# Hippasteria kurilensis
Hippasteria kurilensis är en sjöstjärneart som beskrevs av Fisher 1911. Hippasteria kurilensis ingår i släktet Hippasteria och familjen ledsjöstjärnor. Inga underarter finns listade i Catalogue of Life.